# Ciula Mare
Ciula Mare – wieś w Rumunii, w okręgu Hunedoara, w gminie Răchitova. W 2011 roku liczyła 179 mieszkańców.